# Megumi Ishikawa
Megumi Ishikawa –en japonés, 石川 慈, Ishikawa Megumi– (26 de noviembre de 1988) es una deportista japonesa que compitió en judo. Ganó una medalla de oro en el Campeonato Asiático de Judo de 2013 en la categoría de –57 kg.

## Palmarés internacional
| Campeonato Asiático | Campeonato Asiático | Campeonato Asiático | Campeonato Asiático |
| Año                 | Lugar               | Medalla             | Categoría           |
| ------------------- | ------------------- | ------------------- | ------------------- |
| 2013                | Bangkok (Tailandia) | Medalla de oro      | –57 kg              |